# Халуца
Халуца (араб. الخلصة) (івр. חלוצה), також відома як Халаса, Хелеос (Χελλοὺς грецькою, також відома як ΕΛΟΥϹΑ), Elusa, al-Khalasa це місто в пустелі Негев, Ізраїлі, що колись була частиною Набатеї і через яку проходив шлях пахощів. Завдяки своєму історичному значенню, ЮНЕСКО оголосив Халуцу всесвітньою спадщиною разом з Мамшитом, Авдатот та Шивтою. Місто є одним з двох основних потенційних місць для біблійного міста Циклагу.

## Історія
Халуца була створена в III столітті до н. е. набатейцями як одна зі стоянок на караванному шляху «Дороги пахощів». Найстаріший набатейський напис, знайдена на території Палестини і датований 168 роком до н. е., згадує Халуцу як місто, побудоване за правління царя Арета I.
В «Географії» Птолемея також називається Халуца як «одне з поселень північніше Йордана». На Пейтингеровій таблиці місто розміщено на відстані 71 милі від Єрусалима та 24 милі від Авдата. На Мадабській карті існує зображення Халуци з охоронними баштами та будинками з червоною черепицею, по всій певності церкви. У двох листах Лібанія Антіохійського Халуца згадується як столиця римської провінції Палестина Салютаріс.
Святий Іларіон відвідував Халуцу та знайшов там храм Венери. За деякими свідченнями, священники з Халуци брали участь в Третьому Эфеському та Четвертому Халкідонському всесвітньому соборах. На знайдених папірусах в Ніцані VI століття згадується Халуца як центр області, в якій відноситься і сама Ніцана.
В часи арабського завоювання Палестини жителі Халуци, на відміну від інших міст в Негеві, не залишили місто та продовжували залишатися столицею регіону.

## Розкопки
В часи британського мандата поблизу руїн Халуци було створено арабська поселення Эль-Халаца, причому на спорудження будівель пішло каміння стародавнього міста. В 1915 році англійський археолог Чарльз Вулі та  Лоуренс Аравійский відвідали Халуцу та замалювали останки міських стін. Перші археологічні розкопки міста почались в 1973 році та проводились під керівництвом відомого ізраїльського археолога Авраама Негева. Археологічні експедиції 1997 та 2000 рр., які проводили Хаїмом Гольдфосом та Пітером Фабіаном, знайшли східну церкву, театр та керамічну майстерню. Не дивлячись на свідоцтва Чарльза Вулі та Томаса Лоуренса стіни фортеці так і не були знайдені, а захист міста, скоріш всього, проводилась з ряду охоронних башт, одна з яких сягала висоти 8 метрів. Елліністичні надписи було знайдено в північно-західній частині міста, в якій розміщувалося візантійське селище, в той час як набатейські поселення розміщувалися в південній його частини. Також було знайдено останки двох церков, арени, мавзолею та жилі будинки. Південніше міста знайдено гончарну майстерню, іподром та кладовище.

## Галерея

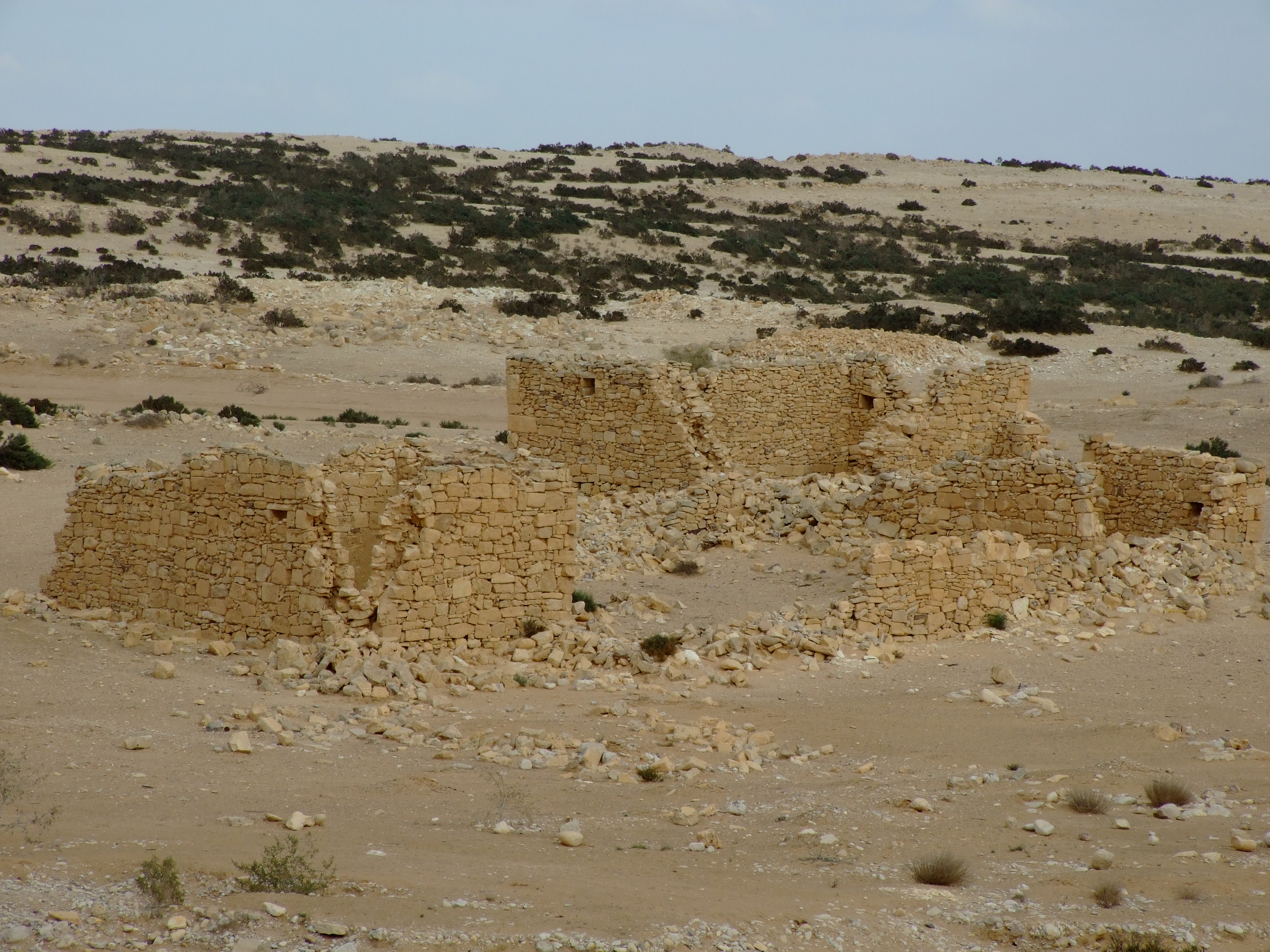
Вид на Халуцу
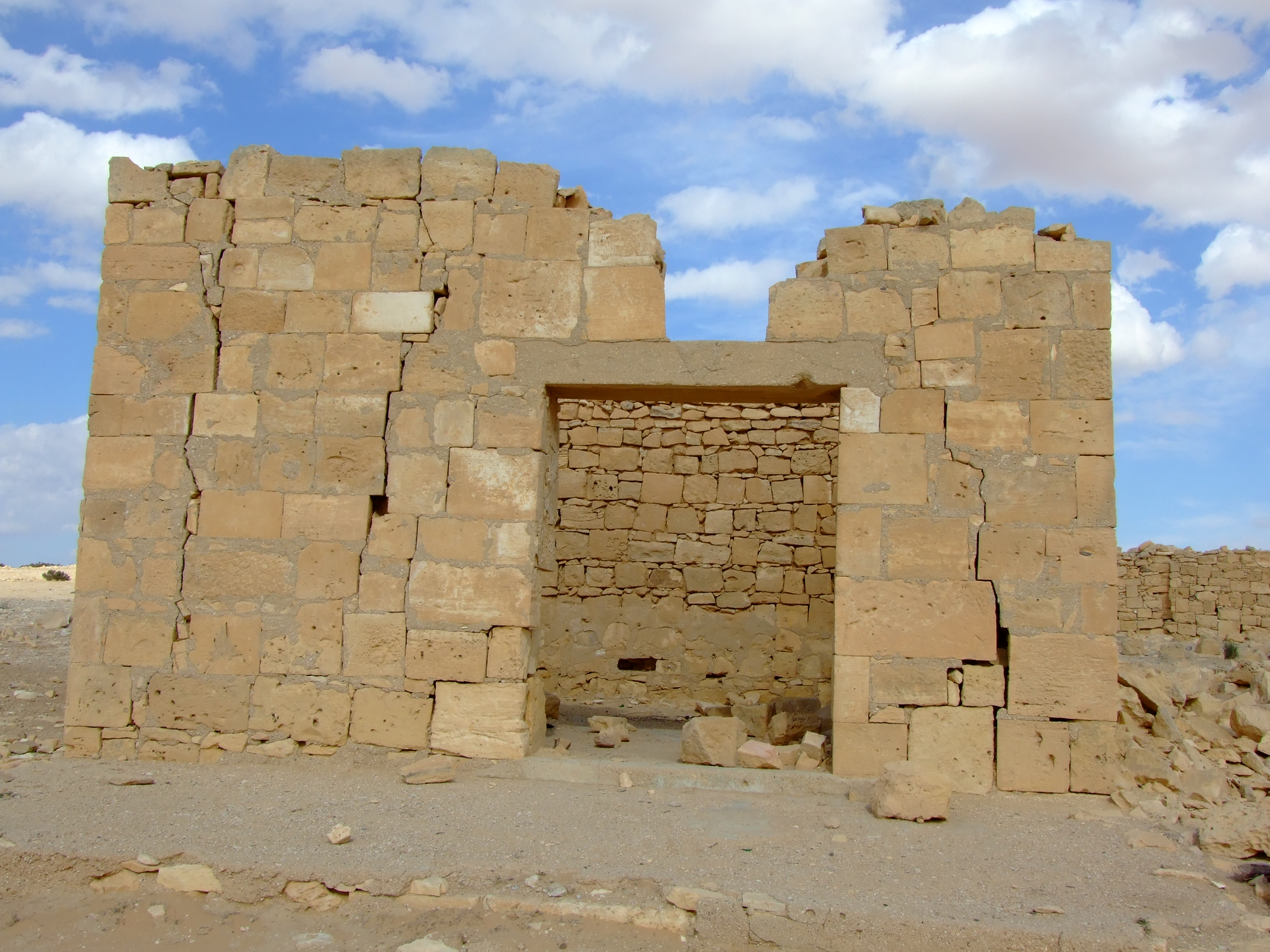
Руїни Воріт
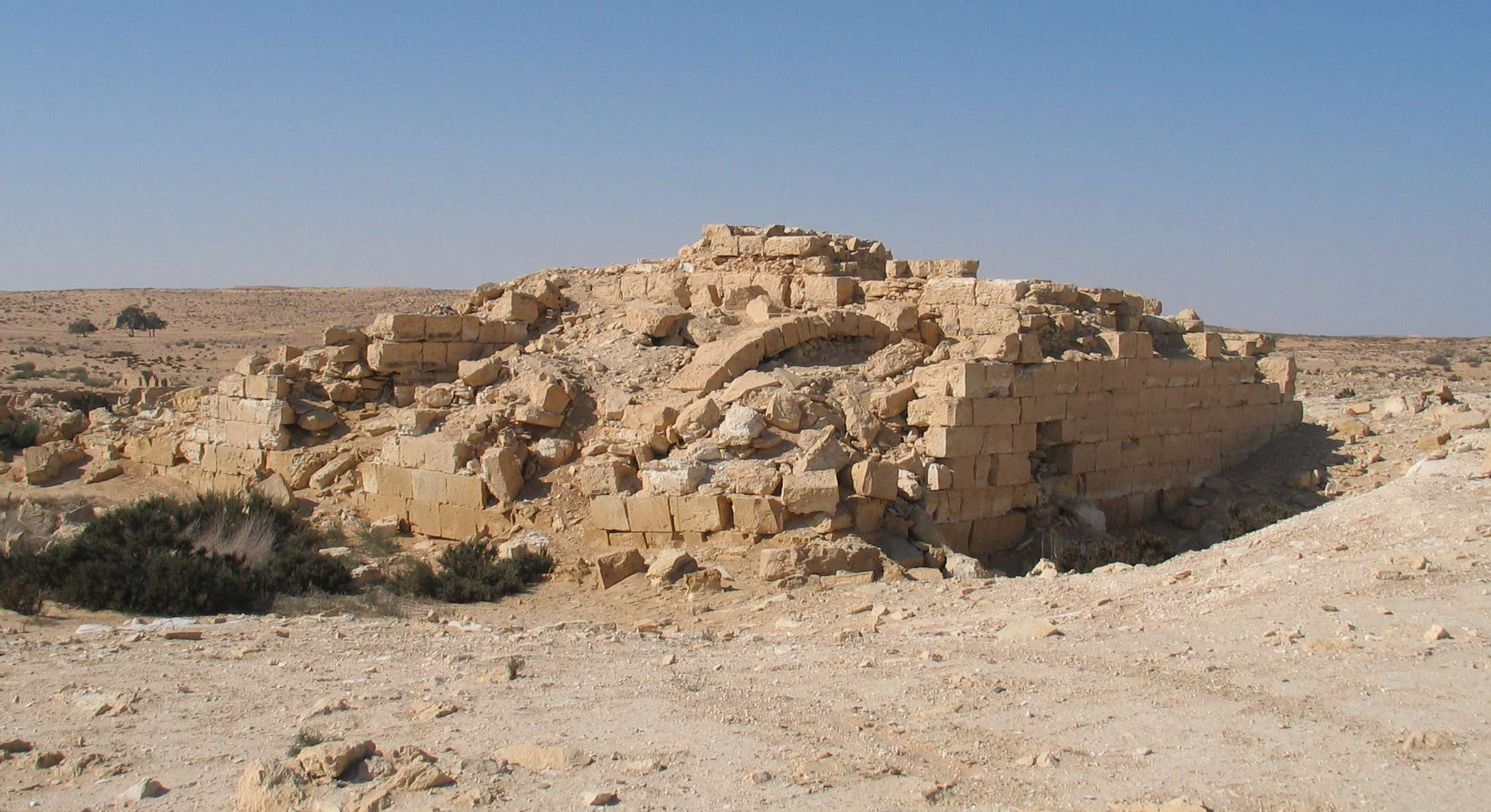
Руїни Будівель